# Dinoderus piceolus
Dinoderus piceolus is een keversoort uit de familie boorkevers (Bostrichidae). De wetenschappelijke naam van de soort is voor het eerst geldig gepubliceerd in 1933 door Lesne.